# Lista över matchresultat i Elitserien i ishockey 2004/2005
Lista över matchresultat i grundserien av Elitserien i ishockey 2004/2005. Ligan inleddes den 20 september 2004 och avslutades 1 mars 2005.
| Nr | Lag            | S  | V  | O  | F  | ÖV | ÖF | GM  | IM  | MS  | P   |
| -- | -------------- | -- | -- | -- | -- | -- | -- | --- | --- | --- | --- |
| 1  | Frölunda HC    | 50 | 33 | 9  | 8  | 4  | 5  | 180 | 96  | +84 | 112 |
| 2  | Linköpings HC  | 50 | 30 | 5  | 15 | 2  | 3  | 162 | 110 | +52 | 97  |
| 3  | Timrå IK       | 50 | 26 | 11 | 13 | 4  | 7  | 159 | 118 | +41 | 93  |
| 4  | Färjestads BK  | 50 | 26 | 11 | 13 | 3  | 8  | 137 | 108 | +29 | 92  |
| 5  | Djurgårdens IF | 50 | 23 | 7  | 20 | 2  | 5  | 131 | 135 | −4  | 78  |
| 6  | Modo           | 50 | 21 | 12 | 17 | 2  | 10 | 143 | 139 | +4  | 77  |
| 7  | Luleå HF       | 50 | 19 | 6  | 25 | 1  | 5  | 152 | 161 | −9  | 64  |
| 8  | Södertälje SK  | 50 | 16 | 9  | 25 | 4  | 5  | 127 | 144 | −17 | 61  |
| 9  | Mora IK (U)    | 50 | 16 | 10 | 24 | 3  | 7  | 151 | 172 | −21 | 61  |
| 10 | HV71 (RM)      | 50 | 15 | 10 | 25 | 2  | 8  | 123 | 163 | −40 | 57  |
| 11 | Brynäs IF      | 50 | 12 | 9  | 29 | 2  | 7  | 123 | 182 | −59 | 47  |
| 12 | Malmö Redhawks | 50 | 10 | 7  | 33 | 2  | 5  | 111 | 171 | −60 | 39  |

Tabelldata är hämtade från Svenska Ishockeyförbundet.

## Matcher
| Denna tabell: visa • redigera |

| Datum Match Resultat Publik Spelplan Omgång 1 - 20 september 2004 HV 71-IF Malmö Redhawks 1-5 (1-0, 0-3, 0-2) 6912 Kinnarps Arena - 20 september 2004 Mora IK-Färjestads BK 1-1 (1-0, 0-0, 0-1, 0-0) 4500 FM Mattsson Arena - 20 september 2004 Luleå HF-Timrå IK 5-0 (0-0, 3-0, 2-0) 5315 COOP Arena - 21 september 2004 Frölunda HC-Linköpings HC 2-1 (1-0, 1-1, 0-0) 11197 Scandinavium - 21 september 2004 Djurgårdens IF-Södertälje SK 4-2 (0-1, 0-0, 4-1) 5687 Hovet - 21 september 2004 Brynäs IF-Modo Hockey 3-3 (2-0, 1-2, 0-1, 0-0) 6146 Gavlerinken Omgång 2 - 23 september 2004 Linköpings HC-IF Malmö Redhawks 2-1 (1-0, 0-0, 1-1) 7430 Cloetta Center - 23 september 2004 Färjestads BK-Djurgårdens IF 3-2 (1-1, 2-0, 0-1) 7750 Löfbergs Lila Arena - 23 september 2004 Södertälje SK-Mora IK 4-1 (1-1, 3-0, 0-0) 3664 Scaniarinken - 23 september 2004 Timrå IK-Brynäs IF 4-3 (0-0, 0-1, 4-2) 5800 Sydkraft Arena - 23 september 2004 Modo Hockey-Luleå HF 6-2 (2-1, 3-0, 1-1) 5100 Kempehallen - 23 september 2004 HV 71-Frölunda HC 3-2 (0-2, 2-0, 1-0) 6621 Kinnarps Arena Omgång 3 - 27 september 2004 Frölunda HC-IF Malmö Redhawks 8-1 (2-0, 2-1, 4-0) 9493 Scandinavium - 27 september 2004 Luleå HF-Brynäs IF 4-2 (0-0, 3-0, 1-2) 5194 COOP Arena - 27 september 2004 Modo Hockey-Timrå IK 2-2 (1-1, 0-0, 1-1, 0-0) 5100 Kempehallen - 28 september 2004 Linköpings HC-HV 71 7-3 (3-2, 3-1, 1-0) 8248 Cloetta Center - 28 september 2004 Djurgårdens IF-Mora IK 4-2 (2-1, 2-1, 0-0) 6051 Globen - 28 september 2004 Färjestads BK-Södertälje SK 2-0 (1-0, 0-0, 1-0) 6415 Löfbergs Lila Arena Omgång 4 - 30 september 2004 IF Malmö Redhawks-Mora IK 1-2 (0-0, 0-1, 1-0, 0-1) 3703 Malmö Isstadion - 2 oktober 2004 Färjestads BK-Modo Hockey 3-3 (0-1, 2-0, 1-2, 0-0) 8250 Löfbergs Lila Arena - 2 oktober 2004 Timrå IK-Luleå HF 3-2 (0-1, 1-1, 2-0) 5681 Sydkraft Arena - 2 oktober 2004 Södertälje SK-Djurgårdens IF 4-0 (1-0, 1-0, 2-0) 4466 Scaniarinken - 2 oktober 2004 Brynäs IF-HV 71 4-1 (2-0, 1-1, 1-0) 4845 Gavlerinken - 3 oktober 2004 Frölunda HC-Linköpings HC 4-0 (1-0, 1-0, 2-0) 9687 Scandinavium Omgång 5 - 4 oktober 2004 HV 71-Södertälje SK 4-3 (1-0, 2-3, 1-0) 6917 Kinnarps Arena - 4 oktober 2004 Mora IK-Timrå IK 3-2 (0-0, 2-1, 1-1) 4120 FM Mattsson Arena - 4 oktober 2004 Luleå HF-Färjestads BK 4-3 (2-0, 1-2, 1-1) 4884 COOP Arena - 5 oktober 2004 Linköpings HC-Brynäs IF 2-2 (1-1, 0-0, 1-1, 0-0) 7554 Cloetta Center - 5 oktober 2004 Djurgårdens IF-IF Malmö Redhawks 5-1 (0-0, 3-0, 2-1) 4052 Globen - 5 oktober 2004 Modo Hockey-Frölunda HC 1-6 (1-1, 0-3, 0-2) 5100 Kempehallen Omgång 6 - 7 oktober 2004 Färjestads BK-Mora IK 5-4 (2-0, 0-4, 3-0) 7626 Löfbergs Lila Arena - 7 oktober 2004 Timrå IK-Djurgårdens IF 7-1 (1-1, 0-0, 6-0) 5436 Sydkraft Arena - 7 oktober 2004 IF Malmö Redhawks-HV 71 4-3 (1-2, 1-0, 2-1) 3872 Malmö Isstadion - 7 oktober 2004 Södertälje SK-Linköpings HC 0-3 (0-1, 0-1, 0-1) 3665 Scaniarinken - 7 oktober 2004 Brynäs IF-Frölunda HC 1-2 (0-0, 0-1, 1-1) 4471 Gavlerinken - 7 oktober 2004 Luleå HF-Modo Hockey 1-3 (1-1, 0-1, 0-1) 6000 COOP Arena Omgång 7 - 9 oktober 2004 Linköpings HC-IF Malmö Redhawks 5-1 (1-0, 3-0, 1-1) 6246 Cloetta Center - 9 oktober 2004 Djurgårdens IF-Färjestads BK 1-3 (0-2, 0-0, 1-1) 7146 Globen - 9 oktober 2004 Mora IK-Luleå HF 5-2 (2-1, 1-0, 2-1) 4037 FM Mattsson Arena - 9 oktober 2004 Modo Hockey-Brynäs IF 4-1 (1-0, 0-1, 3-0) 5100 Kempehallen - 9 oktober 2004 HV 71-Timrå IK 1-2 (0-0, 0-2, 1-0) 6967 Kinnarps Arena - 10 oktober 2004 Frölunda HC-Södertälje SK 2-0 (1-0, 1-0, 0-0) 12044 Scandinavium Omgång 8 - 14 oktober 2004 Färjestads BK-HV 71 2-3 (0-1, 1-1, 1-1) 7724 Löfbergs Lila Arena - 14 oktober 2004 Timrå IK-Linköpings HC 5-2 (2-0, 1-0, 2-2) 5453 Sydkraft Arena - 14 oktober 2004 IF Malmö Redhawks-Frölunda HC 2-6 (0-1, 1-3, 1-2) 3886 Malmö Isstadion - 14 oktober 2004 Södertälje SK-Brynäs IF 1-4 (1-0, 0-1, 0-3) 3570 Scaniarinken - 14 oktober 2004 Mora IK-Modo Hockey 2-3 (0-0, 2-1, 0-1, 0-1) 4500 FM Mattsson Arena - 14 oktober 2004 Luleå HF-Djurgårdens IF 3-2 (2-2, 1-0, 0-0) 5113 COOP Arena Omgång 9 - 11 oktober 2004 Linköpings HC-Färjestads BK 5-1 (2-0, 2-1, 1-0) 8412 Cloetta Center - 11 oktober 2004 Djurgårdens IF-Mora IK 4-4 (3-1, 1-2, 0-1, 0-0) 4551 Globen - 12 oktober 2004 Södertälje SK-Modo Hockey 2-1 (1-0, 1-0, 0-1) 6559 Scaniarinken - 16 oktober 2004 Brynäs IF-IF Malmö Redhawks 0-2 (0-0, 0-1, 0-1) 5782 Gavlerinken - 16 oktober 2004 HV 71-Luleå HF 1-4 (0-2, 0-0, 1-2) 6972 Kinnarps Arena - 17 oktober 2004 Frölunda HC-Timrå IK 2-3 (0-0, 1-1, 1-1, 0-1) 12044 Scandinavium Omgång 10 - 18 oktober 2004 Mora IK-HV 71 4-3 (2-2, 0-0, 1-1, 1-0) 3911 FM Mattsson Arena - 18 oktober 2004 Luleå HF-Linköpings HC 4-1 (0-0, 1-1, 3-0) 4395 COOP Arena - 19 oktober 2004 IF Malmö Redhawks-Södertälje SK 3-4 (1-1, 1-0, 1-3) 3588 Malmö Isstadion - 19 oktober 2004 Färjestads BK-Frölunda HC 1-5 (0-3, 1-1, 0-1) 8250 Löfbergs Lila Arena - 19 oktober 2004 Timrå IK-Brynäs IF 3-0 (0-0, 1-0, 2-0) 5532 Sydkraft Arena - 19 oktober 2004 Djurgårdens IF-Modo Hockey 2-1 (0-0, 1-0, 0-1, 1-0) 13850 Globen Omgång 11 - 21 oktober 2004 Södertälje SK-Timrå IK 0-3 (0-0, 0-2, 0-1) 3598 Scaniarinken - 21 oktober 2004 Brynäs IF-Färjestads BK 0-3 (0-1, 0-0, 0-2) 4502 Gavlerinken - 21 oktober 2004 Frölunda HC-Luleå HF 4-2 (1-0, 3-1, 0-1) 10830 Scandinavium - 21 oktober 2004 Linköpings HC-Mora IK 4-2 (0-0, 3-1, 1-1) 6485 Cloetta Center - 21 oktober 2004 HV 71-Djurgårdens IF 3-4 (1-0, 2-2, 0-1, 0-1) 7038 Kinnarps Arena - 21 oktober 2004 Modo Hockey-IF Malmö Redhawks 4-3 (2-2, 0-0, 2-1) 4805 Kempehallen Omgång 12 - 23 oktober 2004 Färjestads BK-Timrå IK 2-3 (2-0, 0-3, 0-0) 8250 Löfbergs Lila Arena - 23 oktober 2004 Modo Hockey-Linköpings HC 1-4 (0-1, 1-2, 0-1) 5100 Kempehallen - 23 oktober 2004 Djurgårdens IF-Brynäs IF 4-2 (1-1, 1-0, 2-1) 5682 Hovet - 23 oktober 2004 IF Malmö Redhawks-Luleå HF 5-2 (2-0, 2-2, 1-0) 3422 Malmö Isstadion - 23 oktober 2004 Mora IK-Södertälje SK 5-0 (2-0, 1-0, 2-0) 3849 FM Mattsson Arena - 23 oktober 2004 Frölunda HC-HV 71 2-3 (1-1, 1-1, 0-1) 12044 Scandinavium Omgång 13 - 25 oktober 2004 Timrå IK-IF Malmö Redhawks 7-1 (2-1, 3-0, 2-0) 5609 Sydkraft Arena - 25 oktober 2004 Djurgårdens IF-Linköpings HC 2-3 (2-1, 0-0, 0-2) 4737 Hovet - 25 oktober 2004 Luleå HF-Brynäs IF 3-4 (1-2, 2-1, 0-1) 4411 COOP Arena - 26 oktober 2004 Färjestads BK-Södertälje SK 0-0 (0-0, 0-0, 0-0, 0-0) 6964 Löfbergs Lila Arena - 26 oktober 2004 HV 71-Modo Hockey 3-5 (0-0, 0-3, 3-2) 7038 Kinnarps Arena - 26 oktober 2004 Mora IK-Frölunda HC 2-5 (2-3, 0-2, 0-0) 4417 FM Mattsson Arena Omgång 14 - 28 oktober 2004 IF Malmö Redhawks-Färjestads BK 1-3 (1-2, 0-0, 0-1) 4451 Malmö Isstadion - 28 oktober 2004 Södertälje SK-Luleå HF 4-2 (2-1, 2-1, 0-0) 3219 Scaniarinken - 28 oktober 2004 Brynäs IF-Mora IK 5-9 (2-2, 1-3, 2-4) 6148 Gavlerinken - 28 oktober 2004 Frölunda HC-Djurgårdens IF 2-1 (1-0, 0-0, 1-1) 11611 Scandinavium - 28 oktober 2004 Linköpings HC-HV 71 2-3 (1-1, 1-0, 0-2) 8479 Cloetta Center - 28 oktober 2004 Modo Hockey-Timrå IK 5-1 (2-0, 2-1, 1-0) 5100 Kempehallen Omgång 15 - 30 oktober 2004 Luleå HF-Timrå IK 3-4 (1-1, 2-0, 0-2, 0-1) 5305 COOP Arena - 30 oktober 2004 Mora IK-IF Malmö Redhawks 6-5 (2-2, 2-3, 2-0) 4011 FM Mattsson Arena - 30 oktober 2004 HV 71-Brynäs IF 3-3 (1-1, 0-1, 2-1, 0-0) 7038 Kinnarps Arena - 30 oktober 2004 Modo Hockey-Färjestads BK 5-1 (3-0, 0-0, 2-1) 5100 Kempehallen - 30 oktober 2004 Linköpings HC-Frölunda HC 5-3 (1-0, 3-1, 1-2) 8500 Cloetta Center - 31 oktober 2004 Djurgårdens IF-Södertälje SK 0-4 (0-1, 0-2, 0-1) 5169 Globen Omgång 16 - 1 november 2004 Brynäs IF-Linköpings HC 3-1 (0-0, 1-0, 2-1) 4101 Gavlerinken - 1 november 2004 Färjestads BK-Luleå HF 5-3 (2-0, 0-2, 3-1) 7963 Löfbergs Lila Arena - 1 november 2004 Frölunda HC-Modo Hockey 3-2 (1-0, 1-0, 0-2, 1-0) 12044 Scandinavium - 2 november 2004 Södertälje SK-HV 71 3-5 (0-5, 1-0, 2-0) 3361 Scaniarinken - 2 november 2004 IF Malmö Redhawks-Djurgårdens IF 2-3 (1-3, 0-0, 1-0) 4021 Malmö Isstadion - 2 november 2004 Timrå IK-Mora IK 5-1 (3-0, 2-0, 0-1) 5800 Sydkraft Arena Omgång 17 - 4 november 2004 Mora IK-Färjestads BK 0-2 (0-1, 0-0, 0-1) 4500 FM Mattsson Arena - 4 november 2004 Djurgårdens IF-Timrå IK 0-4 (0-1, 0-1, 0-2) 6595 Globen - 4 november 2004 HV 71-IF Malmö Redhawks 3-2 (2-1, 0-0, 1-1) 7038 Kinnarps Arena - 4 november 2004 Linköpings HC-Södertälje SK 4-3 (1-1, 1-2, 2-0) 6640 Cloetta Center - 4 november 2004 Frölunda HC-Brynäs IF 3-1 (1-0, 0-1, 2-0) 12044 Scandinavium - 4 november 2004 Modo Hockey-Luleå HF 4-5 (2-3, 1-1, 1-1) 5100 Kempehallen Omgång 18 - 6 november 2004 Södertälje SK-Frölunda HC 4-5 (1-2, 1-2, 2-1) 3828 Scaniarinken - 6 november 2004 IF Malmö Redhawks-Linköpings HC 1-2 (1-0, 0-0, 0-2) 3393 Malmö Isstadion - 6 november 2004 Timrå IK-HV 71 3-2 (0-0, 3-0, 0-2) 5564 Sydkraft Arena - 6 november 2004 Färjestads BK-Djurgårdens IF 0-2 (0-0, 0-2, 0-0) 8250 Löfbergs Lila Arena - 6 november 2004 Luleå HF-Mora IK 3-4 (1-1, 1-1, 1-2) 5122 COOP Arena - 6 november 2004 Brynäs IF-Modo Hockey 6-5 (2-1, 2-1, 2-3) 6147 Gavlerinken Omgång 19 - 18 november 2004 Linköpings HC-Timrå IK 1-2 (0-1, 1-0, 0-1) 7871 Cloetta Center - 18 november 2004 Frölunda HC-IF Malmö Redhawks 1-1 (0-0, 0-1, 1-0, 0-0) 10630 Scandinavium - 18 november 2004 Brynäs IF-Södertälje SK 6-7 (2-4, 2-1, 2-1, 0-1) 5002 Gavlerinken - 18 november 2004 Modo Hockey-Mora IK 3-4 (2-3, 0-1, 1-0) 4801 Kempehallen - 18 november 2004 Djurgårdens IF-Luleå HF 6-3 (0-1, 2-1, 4-1) 6500 Hovet - 18 november 2004 Färjestads BK-HV 71 3-1 (1-0, 2-0, 0-1) 8119 Löfbergs Lila Arena Omgång 20 - 20 november 2004 Timrå IK-Frölunda HC 2-5 (0-1, 1-1, 1-3) 5800 Sydkraft Arena - 20 november 2004 Mora IK-Djurgårdens IF 3-0 (0-0, 2-0, 1-0) 4500 FM Mattsson Arena - 20 november 2004 Modo Hockey-Södertälje SK 2-1 (1-0, 0-1, 1-0) 5000 Kempehallen - 20 november 2004 Luleå HF-HV 71 4-1 (1-0, 1-0, 2-1) 4952 COOP Arena - 20 november 2004 IF Malmö Redhawks-Brynäs IF 2-3 (1-0, 0-1, 1-1, 0-1) 4484 Malmö Isstadion - 20 november 2004 Färjestads BK-Linköpings HC 1-3 (0-0, 0-2, 1-1) 8250 Löfbergs Lila Arena Omgång 21 - 22 november 2004 Brynäs IF-Timrå IK 3-0 (1-0, 1-0, 1-0) 4775 Gavlerinken - 22 november 2004 Modo Hockey-Djurgårdens IF 0-2 (0-0, 0-0, 0-2) 4540 Kempehallen - 22 november 2004 Linköpings HC-Luleå HF 4-2 (0-1, 3-1, 1-0) 6235 Cloetta Center - 23 november 2004 Frölunda HC-Färjestads BK 1-2 (0-1, 0-0, 1-0, 0-1) 12044 Scandinavium - 23 november 2004 Södertälje SK-IF Malmö Redhawks 3-2 (1-1, 0-0, 2-1) 3654 Scaniarinken - 23 november 2004 HV 71-Mora IK 1-2 (0-1, 0-1, 1-0) 7038 Kinnarps Arena Omgång 22 - 25 november 2004 Timrå IK-Södertälje SK 1-2 (0-1, 1-1, 0-0) 4952 Sydkraft Arena - 25 november 2004 Färjestads BK-Brynäs IF 6-1 (2-0, 2-1, 2-0) 7825 Löfbergs Lila Arena - 25 november 2004 Luleå HF-Frölunda HC 3-4 (1-1, 1-2, 1-1) 5286 COOP Arena - 25 november 2004 Mora IK-Linköpings HC 2-4 (0-0, 1-1, 1-3) 4011 FM Mattsson Arena - 25 november 2004 Djurgårdens IF-HV 71 5-1 (0-0, 3-0, 2-1) 7120 Hovet - 25 november 2004 IF Malmö Redhawks-Modo Hockey 3-0 (1-0, 1-0, 1-0) 5788 Malmö Isstadion Omgång 23 - 27 november 2004 Timrå IK-Färjestads BK 3-4 (1-3, 1-1, 1-0) 5315 Sydkraft Arena - 27 november 2004 HV 71-Frölunda HC 1-3 (0-1, 1-0, 0-2) 7038 Kinnarps Arena - 27 november 2004 Brynäs IF-Djurgårdens IF 3-2 (0-1, 3-0, 0-1) 6147 Gavlerinken - 27 november 2004 Linköpings HC-Modo Hockey 1-2 (0-1, 1-1, 0-0) 8500 Cloetta Center - 27 november 2004 Luleå HF-IF Malmö Redhawks 0-3 (0-1, 0-1, 0-1) 4912 COOP Arena - 27 november 2004 Södertälje SK-Mora IK 6-2 (2-0, 2-1, 2-1) 4870 Scaniarinken Omgång 24 - 29 november 2004 Södertälje SK-Färjestads BK 2-3 (1-0, 0-2, 1-1) 4290 Scaniarinken - 29 november 2004 Linköpings HC-Djurgårdens IF 3-0 (1-0, 0-0, 2-0) 8169 Cloetta Center - 29 november 2004 Frölunda HC-Mora IK 6-3 (3-1, 2-0, 1-2) 12044 Scandinavium - 30 november 2004 IF Malmö Redhawks-Timrå IK 1-8 (1-2, 0-4, 0-2) 4406 Malmö Isstadion - 30 november 2004 Modo Hockey-HV 71 3-1 (0-0, 1-0, 2-1) 4465 Kempehallen - 30 november 2004 Brynäs IF-Luleå HF 3-2 (0-0, 1-2, 2-0) 4541 Gavlerinken Omgång 25 - 2 december 2004 Färjestads BK-IF Malmö Redhawks 2-0 (1-0, 1-0, 0-0) 7182 Löfbergs Lila Arena - 2 december 2004 Luleå HF-Södertälje SK 5-2 (0-0, 3-0, 2-2) 4770 COOP Arena - 2 december 2004 Mora IK-Brynäs IF 4-2 (1-0, 1-1, 2-1) 4422 FM Mattsson Arena - 2 december 2004 Djurgårdens IF-Frölunda HC 5-3 (0-0, 3-1, 2-2) 9048 Globen - 2 december 2004 HV 71-Linköpings HC 3-4 (1-2, 2-0, 0-1, 0-1) 7038 Kinnarps Arena - 2 december 2004 Timrå IK-Modo Hockey 3-2 (2-1, 1-0, 0-1) 5800 Sydkraft Arena | Omgång 26 - 9 december 2004 Färjestads BK-Modo Hockey 4-2 (0-1, 1-1, 3-0) 8250 Löfbergs Lila Arena - 9 december 2004 Timrå IK-Luleå HF 4-4 (2-1, 2-0, 0-3, 0-0) 5108 Sydkraft Arena - 9 december 2004 IF Malmö Redhawks-Mora IK 2-5 (0-3, 1-1, 1-1) 3942 Malmö Isstadion - 9 december 2004 Södertälje SK-Djurgårdens IF 3-6 (2-1, 0-4, 1-1) 3941 Scaniarinken - 9 december 2004 Brynäs IF-HV 71 5-4 (0-2, 1-0, 3-2, 1-0) 4912 Gavlerinken - 9 december 2004 Frölunda HC-Linköpings HC 3-0 (0-0, 1-0, 2-0) 12044 Scandinavium Omgång 27 - 11 december 2004 Linköpings HC-Brynäs IF 3-0 (2-0, 1-0, 0-0) 8083 Cloetta Center - 11 december 2004 HV 71-Södertälje SK 3-0 (1-0, 1-0, 1-0) 7038 Kinnarps Arena - 11 december 2004 Djurgårdens IF-IF Malmö Redhawks 4-2 (1-1, 2-0, 1-1) 5170 Hovet - 11 december 2004 Mora IK-Timrå IK 3-5 (2-1, 0-1, 1-3) 4500 FM Mattsson Arena - 11 december 2004 Luleå HF-Färjestads BK 5-2 (2-0, 2-1, 1-1) 4624 COOP Arena - 11 december 2004 Modo Hockey-Frölunda HC 3-1 (0-1, 1-0, 2-0) 5085 Kempehallen Omgång 28 - 26 december 2004 IF Malmö Redhawks-Linköpings HC 2-4 (1-1, 0-0, 1-3) 4074 Malmö Isstadion - 26 december 2004 Frölunda HC-HV 71 5-2 (1-1, 2-0, 2-1) 12044 Scandinavium - 26 december 2004 Färjestads BK-Mora IK 3-3 (1-1, 1-1, 1-1, 0-0) 8250 Löfbergs Lila Arena - 26 december 2004 Södertälje SK-Djurgårdens IF 4-1 (1-0, 1-1, 2-0) 4785 Scaniarinken - 26 december 2004 Luleå HF-Modo Hockey 1-1 (1-0, 0-0, 0-1, 0-0) 5600 COOP Arena - 26 december 2004 Brynäs IF-Timrå IK 1-4 (1-1, 0-2, 0-1) 6147 Gavlerinken Omgång 29 - 28 december 2004 HV 71-IF Malmö Redhawks 4-1 (2-0, 1-1, 1-0) 7038 Kinnarps Arena - 28 december 2004 Linköpings HC-Frölunda HC 5-3 (1-0, 4-0, 0-3) 8500 Cloetta Center - 28 december 2004 Djurgårdens IF-Färjestads BK 2-2 (1-1, 1-0, 0-1, 0-0) 10355 Globen - 28 december 2004 Mora IK-Södertälje SK 2-3 (1-1, 0-1, 1-0, 0-1) 4500 FM Mattsson Arena - 28 december 2004 Modo Hockey-Brynäs IF 6-3 (2-1, 1-2, 3-0) 5100 Kempehallen - 28 december 2004 Timrå IK-Luleå HF 4-3 (2-1, 2-0, 0-2) 5800 Sydkraft Arena Omgång 30 - 30 december 2004 IF Malmö Redhawks-Frölunda HC 2-5 (2-2, 0-1, 0-2) 3825 Malmö Isstadion - 30 december 2004 HV 71-Linköpings HC 5-2 (1-1, 1-0, 3-1) 7038 Kinnarps Arena - 30 december 2004 Södertälje SK-Färjestads BK 2-1 (1-0, 1-0, 0-1) 4703 Scaniarinken - 30 december 2004 Mora IK-Djurgårdens IF 6-2 (1-1, 2-1, 3-0) 4500 FM Mattsson Arena - 30 december 2004 Brynäs IF-Luleå HF 4-2 (2-0, 1-0, 1-2) 4584 Gavlerinken - 30 december 2004 Timrå IK-Modo Hockey 3-4 (1-1, 0-2, 2-0, 0-1) 5800 E.ON Arena Omgång 31 - 3 januari 2005 IF Malmö Redhawks-HV 71 2-3 (1-0, 0-2, 1-1) 3821 Malmö Isstadion - 3 januari 2005 Södertälje SK-Linköpings HC 4-3 (1-0, 1-1, 1-2, 1-0) 4511 Scaniarinken - 3 januari 2005 Brynäs IF-Frölunda HC 1-4 (0-0, 0-1, 1-3) 4728 Gavlerinken - 4 januari 2005 Färjestads BK-Mora IK 5-1 (3-1, 0-0, 2-0) 8250 Löfbergs Lila Arena - 4 januari 2005 Timrå IK-Djurgårdens IF 1-4 (1-0, 0-2, 0-2) 5612 Sydkraft Arena - 4 januari 2005 Luleå HF-Modo Hockey 5-2 (2-1, 1-1, 2-0) 5600 COOP Arena Omgång 32 - 6 januari 2005 Frölunda HC-Södertälje SK 5-1 (2-1, 2-0, 1-0) 12044 Scandinavium - 6 januari 2005 Linköpings HC-IF Malmö Redhawks 4-1 (2-1, 1-0, 1-0) 6828 Cloetta Center - 6 januari 2005 HV 71-Timrå IK 2-3 (0-1, 2-1, 0-0, 0-1) 7038 Kinnarps Arena - 6 januari 2005 Djurgårdens IF-Färjestads BK 0-4 (0-0, 0-3, 0-1) 6864 Hovet - 6 januari 2005 Mora IK-Luleå HF 4-5 (3-2, 0-0, 1-3) 4402 FM Mattsson Arena - 6 januari 2005 Modo Hockey-Brynäs IF 3-3 (0-2, 1-1, 2-0, 0-0) 5100 Kempehallen Omgång 33 - 8 januari 2005 HV 71-Färjestads BK 0-0 (0-0, 0-0, 0-0, 0-0) 7038 Kinnarps Arena - 8 januari 2005 Timrå IK-Linköpings HC 2-8 (1-3, 0-2, 1-3) 5336 Sydkraft Arena - 8 januari 2005 IF Malmö Redhawks-Frölunda HC 1-6 (1-3, 0-2, 0-1) 4260 Malmö Isstadion - 10 januari 2005 Mora IK-Modo Hockey 3-4 (1-3, 1-0, 1-1) 4500 FM Mattsson Arena - 10 januari 2005 Luleå HF-Djurgårdens IF 3-0 (0-0, 1-0, 2-0) 5021 COOP Arena - 10 januari 2005 Södertälje SK-Brynäs IF 4-0 (0-0, 2-0, 2-0) 4257 Scaniarinken Omgång 34 - 4 december 2004 HV 71-Luleå HF 5-1 (1-0, 2-1, 2-0) 6847 Kinnarps Arena - 11 januari 2005 Frölunda HC-Timrå IK 2-2 (0-2, 2-0, 0-0, 0-0) 12044 Scandinavium - 13 januari 2005 Brynäs IF-IF Malmö Redhawks 1-1 (0-0, 1-1, 0-0, 0-0) 3476 Gavlerinken - 13 januari 2005 Linköpings HC-Färjestads BK 4-0 (2-0, 1-0, 1-0) 8385 Cloetta Center - 13 januari 2005 Djurgårdens IF-Mora IK 4-3 (1-2, 1-0, 2-1) 8045 Globen - 13 januari 2005 Modo Hockey-Södertälje SK 4-2 (0-1, 1-0, 3-1) 4441 Kempehallen Omgång 35 - 6 december 2004 Färjestads BK-Frölunda HC 0-4 (0-1, 0-1, 0-2) 8250 Löfbergs Lila Arena - 6 december 2004 Timrå IK-Brynäs IF 3-2 (1-0, 1-1, 0-1, 1-0) 5062 Sydkraft Arena - 6 december 2004 Djurgårdens IF-Modo Hockey 5-2 (1-1, 4-0, 0-1) 13850 Globen - 6 december 2004 Luleå HF-Linköpings HC 1-5 (0-1, 0-2, 1-2) 4276 COOP Arena - 6 december 2004 IF Malmö Redhawks-Södertälje SK 5-3 (1-1, 1-0, 3-2) 3419 Malmö Isstadion - 7 december 2004 Mora IK-HV 71 7-4 (2-1, 1-0, 4-3) 4263 FM Mattsson Arena Omgång 36 - 4 december 2004 Linköpings HC-Mora IK 4-6 (2-2, 0-3, 2-1) 7620 Cloetta Center - 17 januari 2005 Brynäs IF-Färjestads BK 4-7 (0-1, 4-5, 0-1) 3807 Gavlerinken - 17 januari 2005 Modo Hockey-IF Malmö Redhawks 5-6 (3-1, 1-2, 1-2, 0-1) 4476 Kempehallen - 18 januari 2005 Södertälje SK-Timrå IK 2-2 (0-1, 0-1, 2-0, 0-0) 3446 Scaniarinken - 18 januari 2005 Frölunda HC-Luleå HF 5-2 (0-0, 1-1, 4-1) 11743 Scandinavium - 18 januari 2005 HV 71-Djurgårdens IF 2-6 (1-0, 1-4, 0-2) 7038 Kinnarps Arena Omgång 37 - 20 januari 2005 Färjestads BK-Timrå IK 4-3 (2-1, 1-0, 1-2) 8106 Löfbergs Lila Arena - 20 januari 2005 Modo Hockey-Linköpings HC 2-3 (0-1, 2-1, 0-0, 0-1) 4897 Kempehallen - 20 januari 2005 Frölunda HC-HV 71 4-1 (0-0, 3-0, 1-1) 12044 Scandinavium - 20 januari 2005 Djurgårdens IF-Brynäs IF 5-2 (1-0, 2-1, 2-1) 7203 Globen - 20 januari 2005 Mora IK-Södertälje SK 3-2 (0-2, 0-0, 2-0, 1-0) 4208 FM Mattsson Arena - 20 januari 2005 IF Malmö Redhawks-Luleå HF 2-4 (1-1, 1-2, 0-1) 3468 Malmö Isstadion Omgång 38 - 22 januari 2005 Färjestads BK-Södertälje SK 6-4 (1-1, 2-1, 3-2) 8250 Löfbergs Lila Arena - 22 januari 2005 Djurgårdens IF-Linköpings HC 5-3 (3-2, 1-1, 1-0) 8199 Globen - 22 januari 2005 Luleå HF-Brynäs IF 3-2 (1-0, 0-0, 2-2) 5321 COOP Arena - 22 januari 2005 HV 71-Modo Hockey 4-5 (2-4, 1-1, 1-0) 7038 Kinnarps Arena - 22 januari 2005 Timrå IK-IF Malmö Redhawks 2-1 (1-0, 1-0, 0-1) 5516 Sydkraft Arena - 23 januari 2005 Mora IK-Frölunda HC 2-4 (1-0, 1-3, 0-1) 4418 FM Mattsson Arena Omgång 39 - 24 januari 2005 IF Malmö Redhawks-Färjestads BK 0-3 (0-0, 0-1, 0-2) 3717 Malmö Isstadion - 24 januari 2005 Södertälje SK-Luleå HF 7-2 (1-1, 5-0, 1-1) 4490 Scaniarinken - 24 januari 2005 Linköpings HC-HV 71 2-3 (0-1, 1-1, 1-1) 8092 Cloetta Center - 25 januari 2005 Brynäs IF-Mora IK 4-2 (0-0, 2-0, 2-2) 5676 Gavlerinken - 25 januari 2005 Frölunda HC-Djurgårdens IF 3-2 (1-0, 0-2, 1-0, 1-0) 12044 Scandinavium - 25 januari 2005 Modo Hockey-Timrå IK 3-2 (2-1, 0-1, 1-0) 5100 Kempehallen Omgång 40 - 27 januari 2005 Modo Hockey-Färjestads BK 3-1 (0-0, 1-1, 2-0) 4637 Kempehallen - 27 januari 2005 Luleå HF-Timrå IK 1-3 (0-0, 0-1, 1-2) 5325 COOP Arena - 27 januari 2005 Mora IK-IF Malmö Redhawks 4-2 (1-0, 1-0, 2-2) 4422 FM Mattsson Arena - 27 januari 2005 Djurgårdens IF-Södertälje SK 1-1 (0-1, 1-0, 0-0, 0-0) 8220 Globen - 27 januari 2005 HV 71-Brynäs IF 4-1 (1-0, 2-0, 1-1) 7038 Kinnarps Arena - 27 januari 2005 Linköpings HC-Frölunda HC 5-2 (2-0, 1-0, 2-2) 7988 Cloetta Center Omgång 41 - 29 januari 2005 Brynäs IF-Linköpings HC 3-6 (0-0, 2-3, 1-3) 4723 Gavlerinken - 29 januari 2005 Södertälje SK-HV 71 2-3 (0-1, 1-0, 1-2) 5097 Scaniarinken - 29 januari 2005 Timrå IK-Mora IK 5-1 (3-1, 2-0, 0-0) 5626 Sydkraft Arena - 29 januari 2005 Färjestads BK-Luleå HF 4-2 (3-0, 0-0, 1-2) 8250 Löfbergs Lila Arena - 29 januari 2005 IF Malmö Redhawks-Djurgårdens IF 6-1 (2-0, 1-1, 3-0) 4303 Malmö Isstadion - 30 januari 2005 Frölunda HC-Modo Hockey 3-0 (1-0, 0-0, 2-0) 12044 Scandinavium Omgång 42 - 31 januari 2005 Mora IK-Färjestads BK 1-3 (1-0, 0-2, 0-1) 4488 FM Mattsson Arena - 31 januari 2005 IF Malmö Redhawks-HV 71 3-2 (2-0, 0-1, 0-1, 1-0) 3786 Malmö Isstadion - 31 januari 2005 Linköpings HC-Södertälje SK 4-1 (2-0, 1-0, 1-1) 7647 Cloetta Center - 1 februari 2005 Djurgårdens IF-Timrå IK 0-2 (0-0, 0-1, 0-1) 6404 Globen - 1 februari 2005 Frölunda HC-Brynäs IF 6-0 (3-0, 2-0, 1-0) 12002 Scandinavium - 1 februari 2005 Modo Hockey-Luleå HF 5-2 (1-0, 3-2, 1-0) 4593 Kempehallen Omgång 43 - 3 februari 2005 Södertälje SK-Frölunda HC 2-5 (0-2, 2-1, 0-2) 3349 Scaniarinken - 3 februari 2005 IF Malmö Redhawks-Linköpings HC 1-3 (1-0, 0-3, 0-0) 3552 Malmö Isstadion - 3 februari 2005 Timrå IK-HV 71 5-2 (3-1, 0-1, 2-0) 4896 E.ON Arena - 3 februari 2005 Färjestads BK-Djurgårdens IF 4-3 (1-1, 1-0, 1-2, 1-0) 8250 Löfbergs Lila Arena - 3 februari 2005 Luleå HF-Mora IK 6-1 (2-1, 2-0, 2-0) 5265 COOP Arena - 3 februari 2005 Brynäs IF-Modo Hockey 4-1 (1-0, 2-1, 1-0) 5856 Gavlerinken Omgång 44 - 5 februari 2005 HV 71-Färjestads BK 3-2 (1-0, 0-0, 1-2, 1-0) 7038 Kinnarps Arena - 5 februari 2005 Linköpings HC-Timrå IK 4-4 (0-1, 2-1, 2-2, 0-0) 8353 Cloetta Center - 5 februari 2005 Frölunda HC-IF Malmö Redhawks 5-2 (1-1, 2-1, 2-0) 12017 Scandinavium - 5 februari 2005 Brynäs IF-Södertälje SK 2-4 (1-1, 0-2, 1-1) 5520 Gavlerinken - 5 februari 2005 Modo Hockey-Mora IK 4-2 (1-1, 2-1, 1-0) 5100 Kempehallen - 5 februari 2005 Djurgårdens IF-Luleå HF 0-3 (0-2, 0-0, 0-1) 8086 Globen Omgång 45 - 17 februari 2005 IF Malmö Redhawks-Brynäs IF 4-0 (2-0, 1-0, 1-0) 3825 Malmö Isstadion - 17 februari 2005 Timrå IK-Frölunda HC 1-2 (0-0, 0-1, 1-1) 5361 E.ON Arena - 17 februari 2005 Färjestads BK-Linköpings HC 5-2 (1-0, 2-0, 2-2) 8250 Löfbergs Lila Arena - 17 februari 2005 Luleå HF-HV 71 6-4 (2-0, 3-3, 1-1) 5282 COOP Arena - 17 februari 2005 Mora IK-Djurgårdens IF 3-5 (2-1, 0-2, 1-2) 4218 FM Mattsson Arena - 17 februari 2005 Södertälje SK-Modo Hockey 2-1 (0-0, 0-1, 1-0, 1-0) 5569 Scaniarinken Omgång 46 - 16 november 2004 Linköpings HC-Luleå HF 2-1 (0-1, 1-0, 1-0) 5467 Cloetta Center - 19 februari 2005 Frölunda HC-Färjestads BK 2-2 (0-0, 1-1, 1-1, 0-0) 12044 Scandinavium - 19 februari 2005 Brynäs IF-Timrå IK 6-2 (3-0, 2-1, 1-1) 4435 Gavlerinken - 19 februari 2005 Södertälje SK-IF Malmö Redhawks 6-2 (1-0, 4-0, 1-2) 3660 Scaniarinken - 19 februari 2005 Modo Hockey-Djurgårdens IF 3-1 (1-1, 1-0, 1-0) 5100 Kempehallen - 19 februari 2005 HV 71-Mora IK 3-2 (1-1, 1-0, 0-1, 1-0) 7038 Kinnarps Arena Omgång 47 - 21 februari 2005 Färjestads BK-Brynäs IF 5-1 (2-0, 2-0, 1-1) 8081 Löfbergs Lila Arena - 21 februari 2005 Luleå HF-Frölunda HC 2-3 (0-1, 1-1, 1-0, 0-1) 5600 COOP Arena - 21 februari 2005 Djurgårdens IF-HV 71 2-1 (0-0, 2-1, 0-0) 7135 Globen - 22 februari 2005 Timrå IK-Södertälje SK 7-0 (3-0, 2-0, 2-0) 5026 E.ON Arena - 22 februari 2005 Mora IK-Linköpings HC 1-4 (1-1, 0-0, 0-3) 4011 FM Mattsson Arena - 22 februari 2005 IF Malmö Redhawks-Modo Hockey 4-3 (1-2, 0-1, 3-0) 4195 Malmö Isstadion Omgång 48 - 24 februari 2005 Timrå IK-Färjestads BK 1-2 (1-0, 0-1, 0-0, 0-1) 5322 E.ON Arena - 24 februari 2005 Linköpings HC-Modo Hockey 4-0 (3-0, 1-0, 0-0) 8500 Cloetta Center - 24 februari 2005 HV 71-Frölunda HC 1-3 (0-1, 1-2, 0-0) 7038 Kinnarps Arena - 24 februari 2005 Brynäs IF-Djurgårdens IF 3-5 (1-3, 2-0, 0-2) 3941 Gavlerinken - 24 februari 2005 Södertälje SK-Mora IK 3-1 (0-0, 0-1, 3-0) 4264 Scaniarinken - 24 februari 2005 Luleå HF-IF Malmö Redhawks 2-2 (2-1, 0-1, 0-0, 0-0) 5274 COOP Arena Omgång 49 - 26 februari 2005 Södertälje SK-Färjestads BK 1-2 (0-1, 1-0, 0-1) 5783 Scaniarinken - 26 februari 2005 IF Malmö Redhawks-Timrå IK 2-4 (1-1, 1-3, 0-0) 4155 Malmö Isstadion - 26 februari 2005 Modo Hockey-HV 71 5-1 (2-0, 0-0, 3-1) 4930 Kempehallen - 26 februari 2005 Linköpings HC-Djurgårdens IF 1-2 (1-1, 0-0, 0-1) 8365 Cloetta Center - 26 februari 2005 Frölunda HC-Mora IK 4-3 (1-1, 1-2, 1-0, 1-0) 12044 Scandinavium - 26 februari 2005 Brynäs IF-Luleå HF 4-9 (1-2, 2-4, 1-3) 3510 Gavlerinken Omgång 50 - 1 mars 2005 Färjestads BK-IF Malmö Redhawks 5-2 (1-1, 1-1, 3-0) 7908 Löfbergs Lila Arena - 1 mars 2005 Luleå HF-Södertälje SK 4-3 (1-0, 1-1, 1-2, 1-0) 5511 COOP Arena - 1 mars 2005 Mora IK-Brynäs IF 5-2 (0-1, 4-1, 1-0) 4445 FM Mattsson Arena - 1 mars 2005 Djurgårdens IF-Frölunda HC 4-2 (1-0, 1-0, 2-2) 9056 Globen - 1 mars 2005 HV 71-Linköpings HC 0-4 (0-2, 0-2, 0-0) 6912 Kinnarps Arena - 1 mars 2005 Timrå IK-Modo Hockey 5-2 (1-1, 2-0, 2-1) 5800 E.ON Arena |